# Claudia Rauschenbach
Claudia Rauschenbach (* 14. Oktober 1984 in Karl-Marx-Stadt) ist eine ehemalige deutsche Eiskunstläuferin.

## Biografie
Claudia Rauschenbach ist die Tochter von Anett Pötzsch und Axel Witt, dem Bruder von Katarina Witt. Ihr Stiefvater ist Axel Rauschenbach, ehemaliger DDR- und deutscher Meister im Paarlaufen und ehemaliger sportlicher Partner von Mandy Wötzel. Rauschenbach wurde 2001 deutsche Meisterin im Paarlaufen mit Robin Szolkowy. Das Paar trainierte bei Monika Scheibe in Chemnitz. Die Läuferin hat ihre Eiskunstlaufkarriere beendet.

## Erfolge/Ergebnisse

### Juniorenweltmeisterschaften
- 2000 – 10. Rang
- 2001 – 9. Rang

### Deutsche Meisterschaften
- 2001 – 1. Rang